# Skirt (Kylie Minogue-dal)
A Skirt című dal az ausztrál énekesnő-dalszerző Kylie Minogue 2013. június 24-én megjelent promóciós kislemeze. A dalt Chris Elliott, Chris Lake és a The Dream írta. A "Skirt" című dal a Shake & Bake című Elliot és DJ Bones zenei alapjait használja fel a dalban. A dal premierje Elliot SoundCloud fiókjában 2013. május 28-án volt, Minogue 45. születésnapján, mielőtt promóciós kislemezként megjelent volna 24-én. A kislemez terjesztését mind fizikailag, mind digitálisan Remix EP-ként a Rising Music, a Lake által alapított független lemezkiadó bonyolította le.
A "Skirt" egy EDM, dubstep és house-pop dal. A dalszöveg Minogue-t ábrázolja, amint elcsábít valakit azzal, hogy ledobja a szoknyáját. A zenekritikusok dicsérték a produkciót és Minogue visszatérését a mainstream tánczenéhez. A dal Minogue 10. első számú kislemeze volt az amerikai Billboard Dance Club Songs listán. A kislemez népszerűsítése érdekében 2013 júniusában egy kísérő dalszöveges videót tettek közzé, amelyen több mint 1000 állókép szerepel a lányról a szállodai szobában.

## Előzmények és produkció
2012 februárjában DJ Bones és Chris Elliot (Nom de Strip művésznéven) kétszámos EP-t adott ki a független DirtyNitrus kiadó égisze alatt. Az EP egy instrumentális kompozíciót tartalmaz "Shake & Bake" címmel a B. oldalon. Elliot a "Shake and Babet a Logic Pro segítségével írta, miközben zeneboltokban dolgozott. 2013-ban Elliot felkeltette a brit producer, Chris Lake figyelmét, aki a Rising Musichoz, a Los Angeles-i székhelyű független kiadójához szerződtette. Abban az évben Kylie Minogue ausztrál énekesnő bejelentette, hogy menedzseri megállapodást írt alá a Roc Nation szórakoztató ügynökséggel, amelyet Jay-Z amerikai rapper és üzletember irányít. A bejelentést azután tették közzé, hogy megváltak Terry Blamey-től aki a brit EMI-nál volt a menedzsere.
2013 nyarán Minogue és menedzsere véletlenül találkozott Lake-kel, aki egy szettet játszott nekik. Minogue a "Shake & Bake"-t választotta ki ebből a szettből, majd aznap este felvette az instrumentális számot Elliottal és a The Dream amerikai dalszerzővel. A RocNation bemutatta az énekesnőt a The-Dream-nek, akivel néhány napot töltött együtt a dalszerzés és számírás végett. Elliott és kiadótársa, Marco Lys közösen készítették el a dalt. Lake elégedett volt a Minogue-val szerzett munkatapasztalattal. Úgy találta, hogy a basszusban erős produkció különbözik Minogue korábbi munkáitól, és kihívást jelent a hétköznapi hallgatók számára.

## Megjelenések és remixek

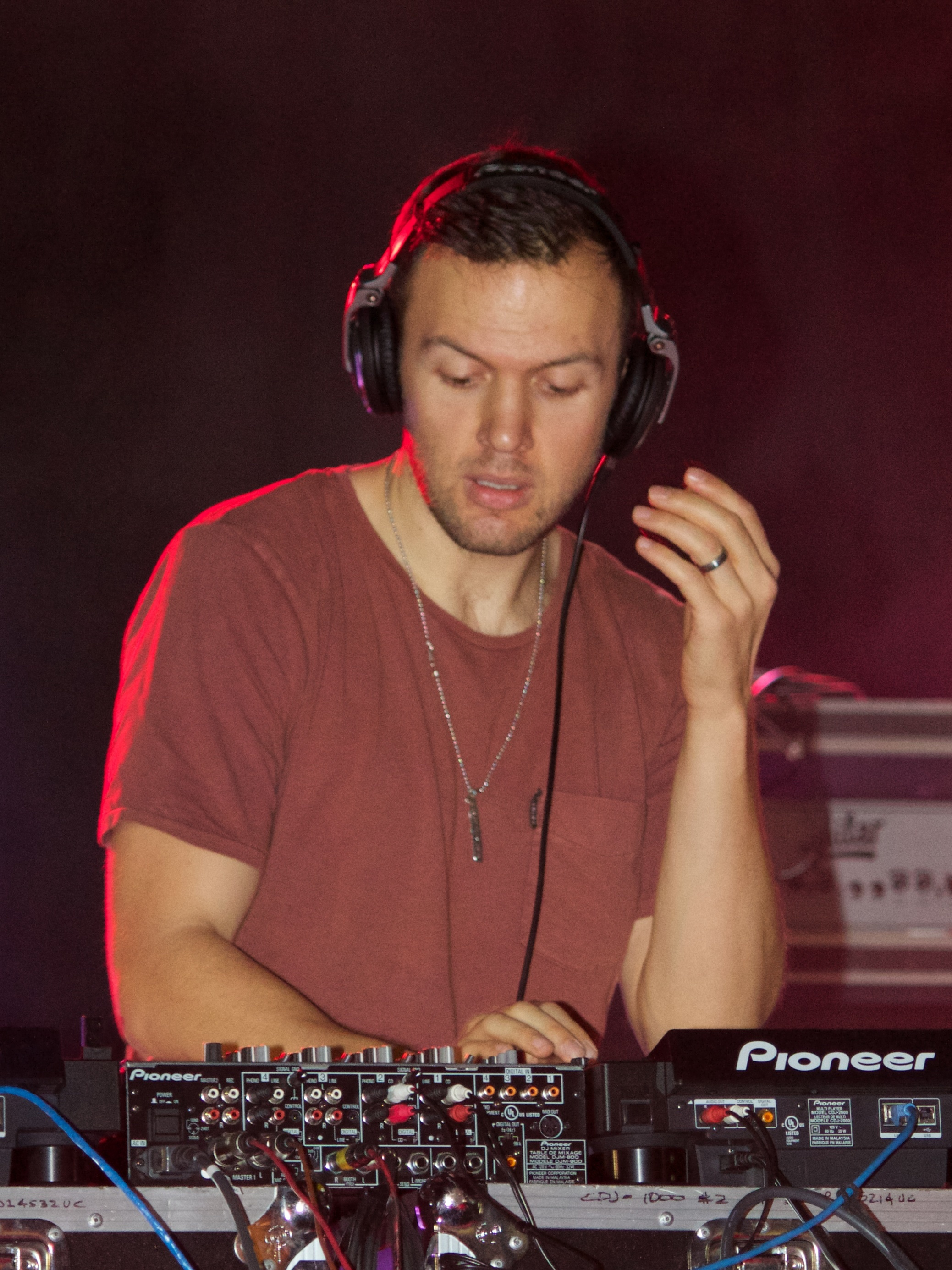
Chris Lake brit producer (a képen 2012-ben) társszerzője volt a dalnak, és kiadta a "Skirt"-t remix EP-ként a független Rising Music kiadója alatt.

2013 februárjában Minogue megerősítette, hogy 12. stúdióalbumán és egy új dalon dolgozik. Elliott először a Patcha Ibiza nevű szórakozóhelyen játszotta a "Skirt"-et. A dal premierje előtt 2013. május 28-án Minogue 45. születésnapján tette elérhetővé a saját SoundCloud fiókjában. A kiadás minden előzetes bejelentés nélkül történt. Minogue egy Twitter bejegyzéssel fedte fel a dalt: "Születésnapi meglepetés!". A "Skirt" promóciós kislemezként jelent meg Minogue 12. Kiss Me Once című stúdióalbuma előtt. A dal azonban nem került fel az albumra.
Lake Rising Music kiadója jelentette meg a dalt, és a hozzá tartozó remixeket. A kiadó 2013. június 24-én digitális EP-ként terjesztette a "Skirt" című dalt, és kizárólag a Beatport-on keresztül. Az EP négy remixet tartalmazott, amelyeket egyénileg a Nom de Strip, A GTA nevű elektronikus duó, és az angol DJ Switch, illetve amerikai DJ Hot Mouth készített. A Nom de Strip remixe az eredeti dubstep produkcióra bővül, míg a GTA-ra és a Hot Mouthra a rave és az elektronikus tánczene volt a jellemző. A Switch remixe egy robotházhatású dal. Az EP-t fizikailag Kínában az EMI és a Gold Typhoon jelentette meg. A Rising Music terjesztette a fizikai EP megjelenést az Egyesült Királyságban, amely Matthew Dear és Mark Picchiotti amerikai producerek remixeit tartalmazza. Dear július elején jelentette be a remixét a SoundCloud fiókjában. Az ausztrál Cut Snake duó remixét Minogue SoundCloud fiókjában ingyenesen tették elérhetővé.

## Összetétel
A "Skirt" című dalt a kritikusok pozitívan fogadták, és nagyra értékelték Minogue új zenéjét. Sal Cinquemani a Slant magazintól a dalt "kivintesszenciális Kylie"-nek nevezte, a pörgős produkció ellenére. Az "elektronikus ragyogás előrelátó szeletének" nevezte Curtis, mivel úgy vélekedett, hogy Minogue a régóta várt művészi áttörés küszöbén áll. A Fact magazin vegyes értékelést adott, bírálva a bravúros produkciót és a középkategóriás szintetizátor hangjait. A Billboard magazin a Switch remixet választotta a legjobbnak a remix EP-n, dicsérve a producert, amiért "puha, meleg ölelést teremtett az eredetihez képest, a szexiből érzékivé változtatva azt. A The Magazin a dalt 2013 legjobb 50  EDM zenéi közé sorolta, és a 36. helyre helyezte a listáján.
Brocklehurst retrospektív áttekintésében kijelentette, hogy a dal Minogue legkalandosabb és legelhagyottabb dalai közé tartozik, dicsérve modern produkcióját és kórusát. Ezzel szemben Simon Mills a Herald Sun-tól "hidegnek,  és nyugtalanítónak" nevezte, majd megjegyezte, hogy Minogue amerikanizálása nem volt teljesen sikeres. Graham Gremore (Querty) pozitív összehasonlítást vont a dal és Minogue Padam Padam 2023-as dala között, megjegyezve, hogy annak ellenére, hogy egy évtizedes különbséggel rögzítették őket, érdekesen kiegészítik egymást. Számos kritikus úgy véli, hogy a "Skirt" című dalt fel kellett volna venni a Kiss Me Once album dalai közé. A Slant magazintól Alexa Camp úgy érezte, hogy a "Skirt" hiánya az album legnagyobb csalódásai közé tartozik. Brocklehurst megjegyezte, hogy az album érdekesebb lett volna, ha hangzási iránya inkább olyan dalokra hajlik, mint a "Skirt". A Tab és a Classic Pop a dalt a legjobb Minogue dalok közé sorolta.
A "Skirt" a szeptember 14-ig héten az US Billboard Dance Club Songs toplista élén volt, és egy hétig ott is maradt. A dal lett Minogue 10. első, és zsinórban a 7. első számú helyezése a Dance Club Songs listán a 2010. augusztusában megjelent "All the Lovers" óta. Összességében 13 hétig volt listás helyezett. A dal 10 hétig volt a Hot Dance/Elektronic listán, és augusztus 24-én érte el a csúcsot a 31. helyen. 2013 végén a "Skirt" a Billboard éves Dance Club Songs listán a 23. és a Dance/Electronic Songs listán pedig a 75. helyezett volt.

## Promóció
2013. június 14-én egy kísérő stop-motion dalszöveg videó jelent meg a Nownessen, és a YouTube-on. A Will Davidson által rendezett, és fényképezett videó több mint 1000 állóképből áll, mely egy gyors vágás sorozata Minogue-ról, amint csábítóan pózol egy szállodai szobában. A videó alatt Minogue a padlón vonaglik, majd a kamerába néz. Szűk, Alexander Wang fekete ruhát, és Jimmy Choo tűsarkút visel. A három órás forgatásra egy héttel a premier előtt Los Angeles-ben került sor. Minogue-t lenyűgözte Davidson rendezői stílusa, és azt mondta: "25 év alatt nem csináltam ilyesmit..." "Valóságosnak, feldolgozatlannak érzik magukat, és úgy érzik, mintha a néző velem lenne". Curtis dicsérte Davidsont, hogy egy filmet készítette, mely megtévesztően egyszerű, mégis gyönyörű videó. Melinda Newman (HitFix) úgy érezte, hogy ez "vagy felborít, vagy rohamot indukál". A remix EP grafikájaként Davidson fotózásáról készült képet használtak fel. Egy másik vizuális képet közjátékként használtak fel Minogue Kiss Me Once turnéján. Az live DVD-re egy kétperces videó is felkerült, Kiss Me Once Live at the SSE Hydro címmel, bónuszként.

## Formátumok és számlista
| - Digitális és Európa remix EP 1. "Skirt" (Main Mix) – 3:29 2. "Skirt" (Extended Mix) – 4:47 3. "Skirt" (Nom De Strip Dub Mix) – 4:48 4. "Skirt" (GTA Remix) – 5:10 5. "Skirt" (Switch Remix) – 5:33 6. "Skirt" (Hot Mouth Remix) – 4:43 - UK remix EP 1. "Skirt" (Main Mix) – 3:29 2. "Skirt" (Extended Mix) – 4:47 3. "Skirt" (Nom De Strip Extended) – 6:07 4. "Skirt" (Nom De Strip Mix Show) – 4:49 5. "Skirt" (Nom De Strip Dub) – 4:50 6. "Skirt" (Matthew Dear Remix) – 5:16 7. "Skirt" (Stop Me Shake Me Remix) – 5:16 8. "Skirt" (Switch Remix) – 5:33 9. "Skirt" (Hot Mouth Remix) – 4:43 10. "Skirt" (GTA Remix) – 5:10 11. "Skirt" (K & NDS Remix) – 3:30 | - Chinese remix EP 1. "Skirt" (Main Mix) – 3:29 2. "Skirt" (Extended Mix) – 4:47 3. "Skirt" (Nom De Strip Dub Mix) – 4:48 4. "Skirt" (GTA Remix) – 5:10 5. "Skirt" (Switch Remix) – 5:33 6. "Skirt" (Hot Mouth Remix) – 4:43 7. "Skirt" (George M Dub Bootleg Mix) – 7:07 8. "Skirt" (Official Extended Mix) – 4:47 9. "Skirt" (Remastered) – 3:30 10. "Skirt" (Richie Bardot Dub) – 5:22 11. "Skirt" (Stopme Shake Mix) – 5:15 |

## Slágerlista
| Slágerlista (2013)                        | Legjobb helyezés |
| ----------------------------------------- | ---------------- |
| US Dance Club Songs (Billboard)           | 1                |
| US Hot Dance/Electronic Songs (Billboard) | 31               |

| Slágerlista (2013)                        | Helyezések |
| ----------------------------------------- | ---------- |
| US Dance Club Songs (Billboard)           | 23         |
| US Hot Dance/Electronic Songs (Billboard) | 75         |

## Megjelenések
| Ország             | Dátum            | Formátum           | Label            | Ref.   |
| ------------------ | ---------------- | ------------------ | ---------------- | ------ |
| Különböző          | 2013. május 28.  | Streaming          | —                | [ 37 ] |
| Különböző          | 2013. június 24. | Digitális letöltés | Rising Music     |        |
| Kína               | 2013             | CD single          | EMI Gold Typhoon | [ 38 ] |
| Egyesült Királyság | 2013             | CD single          | Rising Music     |        |

### Weboldalak és nyomtatott források
- ACE Repertory: Skirt – Kylie Minogue. American Society of Composers, Authors and Publishers. [2019. március 30-i dátummal az eredetiből archiválva]. (Hozzáférés: 2023. február 22.)
- CODER Picks of the Week: Kylie Minogue, Alesso and More [archivált változat] (2013. június 28.). Hozzáférés ideje: 2013. június 28. [archiválás ideje: 2023. március 22.]
- Dance Club Songs – Week of 14 September 2013 [archivált változat] (2013. szeptember 14.). Hozzáférés ideje: 2016. október 15. [archiválás ideje: 2015. október 2.]Sablon:Subscription required
- Dance Club Songs – Year-End 2013 [archivált változat]. Hozzáférés ideje: 2019. november 6. [archiválás ideje: 2018. március 17.]
- Get Kylie Minogue's 'Skirt' Remix EP Today. RocNation, 2013. június 24. [2013. június 30-i dátummal az eredetiből archiválva]. (Hozzáférés: 2013. június 24.)
- Hot Dance/Electronic Songs – Week of 24 August 2013 [archivált változat] (2013. augusztus 24.). Hozzáférés ideje: 2016. október 15. [archiválás ideje: 2022. május 30.]Sablon:Subscription required
- Hot Dance/Electronic Songs – Year-End 2013 [archivált változat]. Hozzáférés ideje: 2019. november 6. [archiválás ideje: 2022. március 31.]
- Interview: 'Say What You Want About Those Years Musically, but EDM Truly Created Something out Here That Didn't Exist Before.' 909originals Chats to Chris Lake. 909Originals, 2020. augusztus 11. [2020. december 2-i dátummal az eredetiből archiválva]. (Hozzáférés: 2020. augusztus 11.)
- Keep the Weekend's Going with Kylie Minogue's 'Skirt' (Cut Snake Mix). Paper, 2013. június 1. [2016. október 18-i dátummal az eredetiből archiválva]. (Hozzáférés: 2016. október 15.)
- Key & BPM for Skirt by Kylie Minogue. Tunebat.com. [2023. március 20-i dátummal az eredetiből archiválva]. (Hozzáférés: 2023. március 20.)
- Kylie's Skirt. Nowness, 2013. június 14. [2021. június 12-i dátummal az eredetiből archiválva]. (Hozzáférés: 2016. október 15.)
- Kylie Minogue – Chart History: Dance Club Songs [archivált változat]. Hozzáférés ideje: 2016. október 15. [archiválás ideje: 2023. március 4.]
- Kylie Minogue – Chart History: Hot Dance/Electronic Songs [archivált változat]. Hozzáférés ideje: 2016. október 15. [archiválás ideje: 2023. január 21.]
- Kylie Minogue and Lily Allen Dropped from EMI in £1.2Bn Takeover Deal. Evening Standard, 2012. szeptember 21. [2023. február 22-i dátummal az eredetiből archiválva]. (Hozzáférés: 2023. február 22.)
- Kylie Minogue Drops 'Skirt' and Schoolboy Q Has a 'Hell of a Night': The Best New Music from the Bank Holiday. Fact, 2013. május 28. [2022. december 3-i dátummal az eredetiből archiválva]. (Hozzáférés: 2013. május 28.)
- Kylie Minogue's 'Skirt' Is a Poor Commercial for Her New Album. Radio Creme Brulee, 2013. május 29. [2014. október 11-i dátummal az eredetiből archiválva]. (Hozzáférés: 2016. október 15.)
- Making Music 'Therapy' for Minogue. Irish Independent, 2014. március 18. [2023. július 11-i dátummal az eredetiből archiválva]. (Hozzáférés: 2014. március 18.)
- Matthew Dear Regala Remix de Kylie Minogue. Jenesaispop, 2013. július 2. [2018. május 23-i dátummal az eredetiből archiválva]. (Hozzáférés: 2013. július 2.)
- Nom de Strip & Bones – EP Teaser. Gottadancedirty.com , 2012. január 23. [2012. február 15-i dátummal az eredetiből archiválva]. (Hozzáférés: 2012. január 23.)
- Nom De Strip – Artists. Insomniac. [2023. március 20-i dátummal az eredetiből archiválva]. (Hozzáférés: 2012. január 23.)
- Top 40 Kylie Minogue Songs. Classic Pop, 2022. február 20. [2022. február 24-i dátummal az eredetiből archiválva]. (Hozzáférés: 2022. február 20.)
- Andrews, Marc. Kylie Song by Song. Fonthill Media, 162. o. (2022). ISBN 9781781558706
- Bagwell, Matt: Kylie Minogue 'Kiss Me Once' Tour: Pop Princess Flashes The Flesh (And That Famous Bottom) As She Opens European Tour In Liverpool (Videos, Pics). HuffPost, 2014. szeptember 25. [2014. október 29-i dátummal az eredetiből archiválva]. (Hozzáférés: 2014. október 29.)
- Brocklehurst, Harrison: The 50 Greatest Kylie Minogue Singles of All Time, Ranked. The Tab, 2022. január 20. [2022. január 20-i dátummal az eredetiből archiválva]. (Hozzáférés: 2022. január 20.)
- Camp, Alexa: Kylie Minogue Gets Physical in New 'Sexercise' Music Video. Slant Magazine, 2014. március 19. [2023. március 20-i dátummal az eredetiből archiválva]. (Hozzáférés: 2016. október 15.)
- Caulfield, Keith. Kylie Minogue Joins Jay-Z's Roc Nation, Will Release Single 'Soon' [archivált változat] (2013. február 6.). Hozzáférés ideje: 2013. február 6. [archiválás ideje: 2022. június 30.]
- Cinquemani, Sal: Kylie Drops Her 'Skirt'. Slant Magazine, 2013. május 28. [2020. december 5-i dátummal az eredetiből archiválva]. (Hozzáférés: 2016. október 15.)
- Clarke, Jenna: Put Away the Hot Pants, Kylie's Got a New 'Skirt'. The Sydney Morning Herald, 2013. május 28. [2015. október 29-i dátummal az eredetiből archiválva]. (Hozzáférés: 2013. május 28.)
- Copsey, Robert: Kylie Unveils New Track 'Skirt' to Celebrate 44th Birthday – Listen. Digital Spy, 2013. május 28. [2023. február 22-i dátummal az eredetiből archiválva]. (Hozzáférés: 2023. február 22.)
- Charles: Nom De Strip + Bones – "Yo!" / "Shake & Bake". Hardfest, 2012. március 7. [2016. március 4-i dátummal az eredetiből archiválva]. (Hozzáférés: 2016. október 15.)
- Corner, Lewis: Kylie Minogue New Single 'Coming Soon'. Digital Spy, 2013. február 8. [2023. február 22-i dátummal az eredetiből archiválva]. (Hozzáférés: 2016. október 15.)
- Corner, Lewis: Kylie Minogue Working with Sia for New Album?. Digital Spy, 2013. február 22. [2022. augusztus 17-i dátummal az eredetiből archiválva]. (Hozzáférés: 2016. október 15.)
- Curtis, Simon: Kylie Minogue: An Icon Ascends As Her 'Skirt' Drops. Logo TV, 2013. június 27. [2023. március 21-i dátummal az eredetiből archiválva]. (Hozzáférés: 2013. június 27.)
- Gremore, Graham: Listen: The #1 Summer Banger Kylie Minogue Released Exactly 10 Years Ago That Nobody Remembers Today. Queerty, 2023. május 23. [2023. május 24-i dátummal az eredetiből archiválva]. (Hozzáférés: 2023. május 23.)
- Hardie, Beth: Kylie Minogue Gets Down and Very Dirty in Sexy Lyric Video for New Single Skirt, Watch It Here. Daily Mirror, 2013. június 14. [2017. június 23-i dátummal az eredetiből archiválva]. (Hozzáférés: 2013. június 14.)
- Jay-Z Signs Kylie Minogue to Roc Nation Label. BBC News, 2013. február 7. [2022. augusztus 11-i dátummal az eredetiből archiválva]. (Hozzáférés: 2013. február 7.)
- Lipshutz, Jason. Kylie Minogue Drops 'Skirt': Listen To New Song [archivált változat] (2013. május 28.). Hozzáférés ideje: 2022. július 3. [archiválás ideje: 2022. július 3.]
- Loinaz, Alexis L.: Exclusive: Kylie Minogue Teases Her First Album Under Jay-Z's Roc Nation: 'Sparkle, Sex and Insouciance!'. E! Online, 2013. július 19. [2013. július 21-i dátummal az eredetiből archiválva]. (Hozzáférés: 2013. július 19.)
- McCarthy, Zed. Chris Lake Talks Rising Label, Premieres 'Helium' Video: Watch Here [archivált változat] (2014. február 27.). Hozzáférés ideje: 2016. szeptember 9. [archiválás ideje: 2019. október 23.]
- McCarthy, Zel. Top 50 Game-Changing EDM Tracks of 2013 [archivált változat] (2013. december 19.). Hozzáférés ideje: 2013. december 19. [archiválás ideje: 2022. május 19.]
- Mills, Simon: Kylie Minogue on Dating, London Life and Work (Definitely No Twerking). Herald Sun, 2014. október 10. [2016. július 27-i dátummal az eredetiből archiválva]. (Hozzáférés: 2019. július 7.)
- Minogue, Kylie [@kylieminogue]: Birthday surprise!!! @theKingDream #skirt #KM2013 @chrislake @NomDeStrip, 2013. május 28. [2014. július 6-i dátummal az eredetiből archiválva].
- Newman, Melinda: Kylie Minogue Twists and Turns in Sexy Clip for 'Skirt': Watch. HitFix, 2013. június 13. [2016. október 18-i dátummal az eredetiből archiválva]. (Hozzáférés: 2016. október 15.)
- Murray, Gordon. Daft Punk Sends 'Dance' Into Top 10 on Dance Chart, Gaga's 'Applause' Remains at No. 1 [archivált változat] (2013. szeptember 6.). Hozzáférés ideje: 2023. március 22. [archiválás ideje: 2023. március 22.]Sablon:Subscription required
- Trust, Gary. Chart Highlights: Enrique Iglesias' 'Loco' Launches At No. 1 On Latin Airplay [archivált változat] (2013. szeptember 2.). Hozzáférés ideje: 2023. március 22. [archiválás ideje: 2022. május 29.]Sablon:Subscription required
- Villagomez, Andrew: Listen: Celebrate Kylie Minogue's Birthday With New Single 'Skirt'. Queerty, 2013. május 28. [2022. január 19-i dátummal az eredetiből archiválva]. (Hozzáférés: 2013. május 28.)